# Richard Willstätter
Richard Martin Willstätter, ForMemRS(1872-1942) là nhà hóa học người Đức. Ông là nhà hóa học chuyên nghiên cứu về hóa học hữu cơ. Ông có vinh dự nhận Giải Nobel Hóa học cho công trình nghiên cứu về các sắc tố thực vật, đặc biệt là Chlorophyll.

## Thất bại trong việc tìm kiếm fomanđêhít
Trong khoảng thời gian rất dài, Richard Willstätter cùng với rất nhiều nhà khoa học khác cố công tìm ra được fomanđêhít. Nhưng cuối cùng họ đã thất bại. Trong các năm 1938 đến năm 1942, ở phòng thí nghiệm quốc gia Lawrence Berkeley, nhờ có lý thuyết và sự giúp đỡ của C. B. van Niel, một nhà khoa học làm việc tại Trại thí nghiệm sinh học biển Hopkins của Đại học Stanford, đồng thời là sự hướng dẫn của Ernest Lawrence, hai nhà khoa học người Mỹ Sam Ruben và Martin Kamen đã chứng tỏ rằng việc giảm khí cacbonic nhờ quang hợp có thể xảy ra ngay trong cả bóng tối và nó có thể liên quan đến quá trình tương tự như hệ thống trong vi khuẩn. Nhờ có lời giải thích này, hai nhà khoa học trẻ tuổi của Mỹ đã không chỉ bắt đầu cho sự hoài nghi về thuyết quang hợp giảm cacbonic được hấp thu vào diệp lục của Adolf von Baeyer mà còn khiến cho những nỗ lực đi tìm fomanđêhít trở nên vô nghĩa.